# 虎穴
| ウィキペディアには「虎穴」という見出しの百科事典記事はありません（タイトルに「虎穴」を含むページの一覧/「虎穴」で始まるページの一覧）。 代わりにウィクショナリーのページ「虎穴」が役に立つかもしれません。 |